# Calabaças
Os "Calabaças", "Kalabaças" ou "Jandaíras" são um povo indígena que habita os municípios de Crateús, Poranga, Ipaporanga e Ararendá, no estado brasileiro do Ceará, principalmente na Terra Indígena de Cajueiro (Poranga) e na Periferia de Crateús (Crateús).

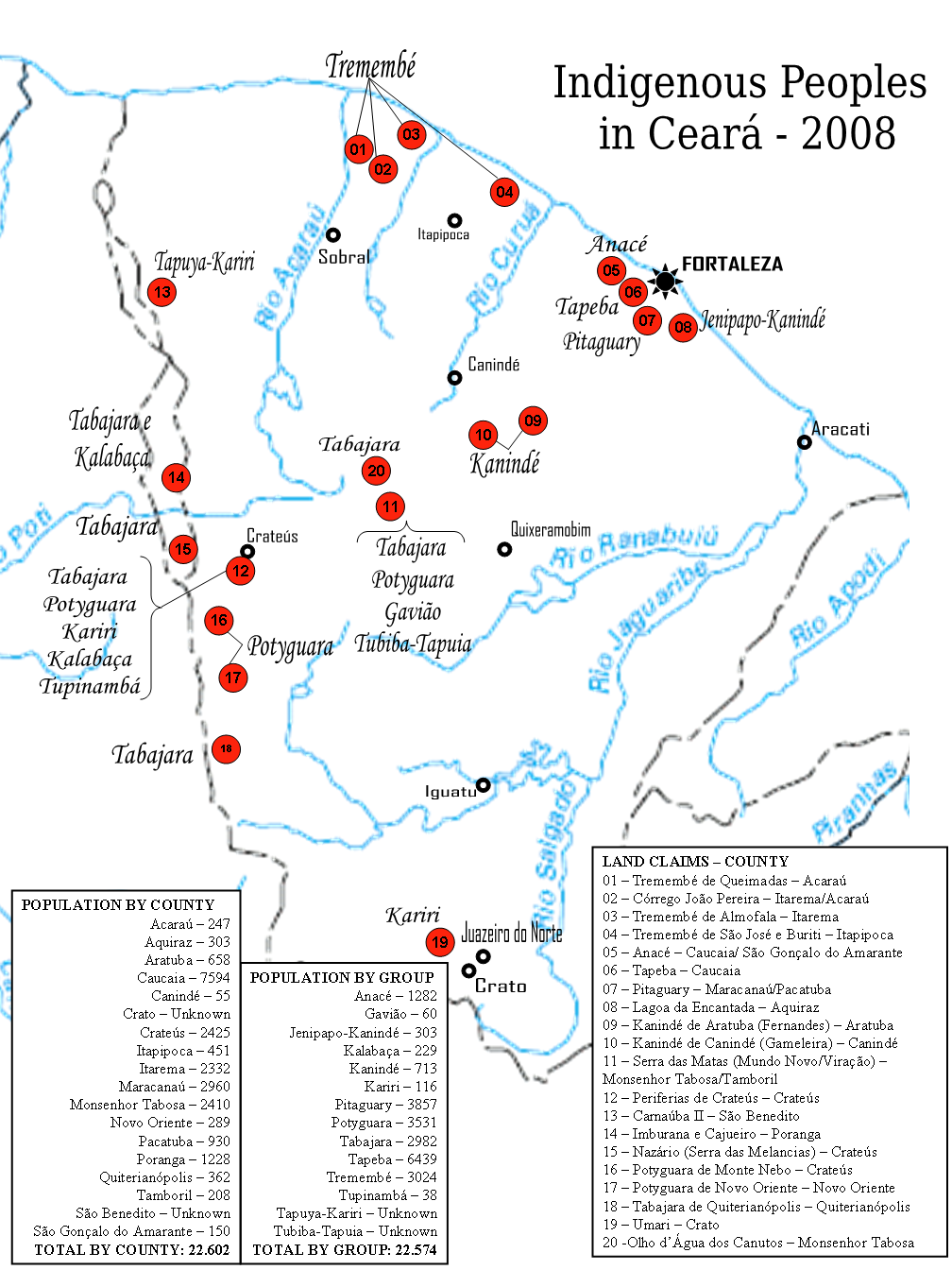
Mapa indicando a presença indígena contemporânea no Ceará. Fontes: FUNAI e FUNASA

## História
Segundo o historiador Carlos Studart, os Kalabaças são originários do Sertão do Cariri, onde habitavam a margem esquerda do Rio Salgado. Sendo de origem tapuia, foram nômades no passado, ainda que tenham sido aldeados para formar o município de Crato, no estado do Ceará.  Na primeira metade do século XVIII, se encerra a Confederação dos Cariris, um movimento de vários povos tapuias do Cariri que resistiram intensamente contra a invasão daquelas terras, então inicia as invasões e excursões lusitanas pelo sertão sul do Ceará, dizimando vários povos e forçando outros a migrarem. Não existem registros se os Kalabaças também habitavam os sertões do Crateús ou redondezas, por isso, nessa época deve ter acontecido migrações para essas regiões, onde residem até hoje.